# Süllwarden
Süllwarden ist als Bauerschaft ein Ortsteil von Langwarden in der Gemeinde Butjadingen im Landkreis Wesermarsch.

## Geschichte
Süllwarden befindet sich auf einer Wurt. Zu Süllwarden gehören Süllwarder-Weg, Süllwarder-Wisch,  Urrelhausen und Sommergatt. Die erste Erwähnung Süllwardens als „Silwurden“ war im Jahr 1514. Der Zusammenhang der Erwähnung war die Nennung als besiegte Ortschaft zusammen mit Kleintossens, Ruhwarden und Düke als Beuteanteil von Herzog Heinrich dem Jüngeren von Braunschweig. Dieser belehnte damit den Grafen Johann von Oldenburg. Im Jahr 1658 wurde die erste einklassige Schule in Süllwarden gegründet, der erste Lehrer war Johann Harms. Im Jahr 1855 hatte die Schule 39 Schüler. Die Schule wurde im Jahr 1967 aufgelöst. Danach besuchten die Kinder die Schule in Tossens.

## Demographie
| Jahr | Einwohner |
| ---- | --------- |
| 1737 | 121       |
| 1764 | 77        |
| 1785 | 80        |
| 1815 | 115       |
| 1855 | 184       |
| 1895 | 215       |
| 1925 | 167       |
| 1950 | 212       |
| 1961 | 149       |
| 1970 | 122       |
| 2002 | 88        |